# Дед Мороз. Битва магов
«Дед Мороз. Битва Магов» — российский кинофильм-фэнтези режиссёра Александра Войтинского о девушке Маше, ставшей участницей битвы монстров с молодыми магами в центре Москвы.
Премьера фильма в России состоялась 24 декабря 2016 года. Телевизионная премьера состоялась 7 января 2018 года на телеканале НТВ.

## Сюжет
Девушке Маше, потерявшей отца, мерещатся страшные летающие монстры, из-за чего она становится объектом для насмешек со стороны одноклассников. Однажды зимой накануне Нового года она становится свидетельницей битвы монстров с молодыми магами в центре Москвы.
Один из магов, Никита, спасает от смерти школьницу и отправляется с ней в секретную организацию, где она узнаёт, что Дед Мороз — это маг Миран и у него есть семеро братьев. Все они являются новогодними волшебниками, кроме одного, Карачуна. Когда-то давно Карачун хотел разрезать небо Лунным мечом и впустить на землю монстров, но ему это не удалось, в связи с чем он вернулся и намерен снова это повторить. Ему намерена помешать Маша, её друзья и их наставник Доброхот.

## В ролях
- Фёдор Бондарчук — Дед Мороз (Миран)
- Алексей Кравченко — Карачун
- Таисия Вилкова — Маша Петрова
- Никита Волков — Никита
- Владимир Гостюхин — Виталий Семёнович
- Егор Бероев — Саша, отец Маши
- Ксения Алфёрова — мама Маши
- Сергей Бадюк — Доброхот (роль озвучивает Михаил Георгиу)
- Светлана Пермякова — баба Люба
- Филипп Горенштейн — Макс
- Игорь Чехов — Илья
- Ян Цапник — участник аукциона
- Тарас Глушаков — Стёпа
- Ирина Антоненко — Лина
- Марта Тимофеева — маленькая Маша
- Анастасия Уколова — Ася Раевская, она же Снегурочка
- Олег Волку — Папай Ноэль
- Максим Пинскер — Санта-Клаус
- Дмитрий Ситохин — Хызыр Ильяс
- Тимур Кошелев — Йоллоупукки
- Евгений Саранчев — Эххэ Дышл
- Элина Судьина — учительница музыки
- Ахмед Каримов — официант
- Иван Кравченко — бармен
- Диана Пожарская — Эльвира
- Пётр Коврижных — Олег
- Ефим Петрунин — маг Кулинар
- Максим Карушев — Карачун в детстве
- Виктор Мютников — Даиди На Ноллаиг

## Производство
- Съёмки проходили в Москве, а именно: на Красной площади, в парке Царицыно, на Тверской, на Патриарших прудах и в Центральном детском магазине на Лубянке, а также в павильонах, где были построены масштабные декорации.
- Для съёмок было изготовлено свыше 50 костюмов, 8 из которых для Деда Мороза.
- На грим главного злодея, Карачуна, ежедневно тратилось до трёх часов, а на грим братьев Деда Мороза — четыре.
- Около 70 % всех эпизодов снимали при участии каскадёров[4].

## Маркетинг
Первый трейлер появился в сети 26 сентября 2016 года. Второй — 21 октября 2016 года.

## Отзывы и оценки
Российские кинокритики негативно восприняли фильм. Положительную рецензию он получил от газеты «Известия», которая назвала его «качественным семейным фэнтези». Остальные обзоры чаще были нейтральными или негативными. О фильме писали: «Страдающий всеми существующими психическими расстройствами сценарий исторгла больная фантазия» («Российская газета»), «Разбирать нелепости фильма можно бесконечно» (Film.ru), «фильм оставляет ощущение сумбура» (Metro).